# 表原立磨
表原 立磨（おもてはら たつま、1975年〈昭和50年〉1月21日 ‐ ）は、日本の政治家。元徳島県阿南市長（1期）、元阿南市議会議員（2期）。

## 来歴
徳島県阿南市富岡町出身。阿南市立富岡小学校、阿南市立阿南中学校、徳島県立富岡西高等学校、関西外国語大学英米語学科卒業。1998年、大和実業株式会社（大阪・飲食業）に入社し、2008年に独立起業。有限会社茶夢（阿南・宿泊業）の代表取締役就任。2015年には一般社団法人阿南青年会議所理事長に就任。また、阿南商工会議所青年部理事などを歴任。
2015年11月、阿南市議会議員補欠選挙に無所属で出馬し、7,627票を獲得しトップ当選。2017年の市議会議員選挙でも再選を果たした。
2019年8月、任期満了（2019年12月6日）に伴う阿南市長選挙へ無所属での立候補を表明。同年11月10日執行の市長選に立候補し、現職の岩浅嘉仁を破り、初当選した
。12月7日、市長就任。
※当日有権者数：61,212人 最終投票率：52.94%（前回比：0.67pts）
| 候補者名 | 年齢 | 所属党派 | 新旧別 | 得票数   | 得票率 | 推薦・支持 |
| -------- | ---- | -------- | ------ | -------- | ------ | ---------- |
| 表原立磨 | 44   | 無所属   | 新     | 16,644票 | 51.95% |            |
| 岩浅嘉仁 | 65   | 無所属   | 現     | 15,392票 | 48.05% |            |

2021年、徳島文理大学総合政策学研究課 (修士) 卒業。
2022年7月19日、帰宅後に37度台の発熱があり、20日朝に自宅で行った簡易検査キットの検査の結果は陰性だったが、20日午後、市内の医療機関で新型コロナウイルスの抗原検査を受けたところ、陽性が確認された。
2023年11月19日に行われた市長選では、「市内の全世帯に1人10万円を現金給付」「18歳未満の子ども1人につき3万円を現金給付」などを選挙公約に掲げた前県議の岩佐義弘に敗れた。
※当日有権者数：58,682人 最終投票率：55.61%（前回比：2.67pts）
| 候補者名 | 年齢 | 所属党派 | 新旧別 | 得票数   | 得票率 | 推薦・支持 |
| -------- | ---- | -------- | ------ | -------- | ------ | ---------- |
| 岩佐義弘 | 52   | 無所属   | 新     | 16,486票 | 50.87% |            |
| 表原立磨 | 48   | 無所属   | 現     | 14,959票 | 46.15% |            |
| 轟勇輝心 | 27   | 無所属   | 新     | 967票    | 2.98%  |            |